# 보조 동력 장치

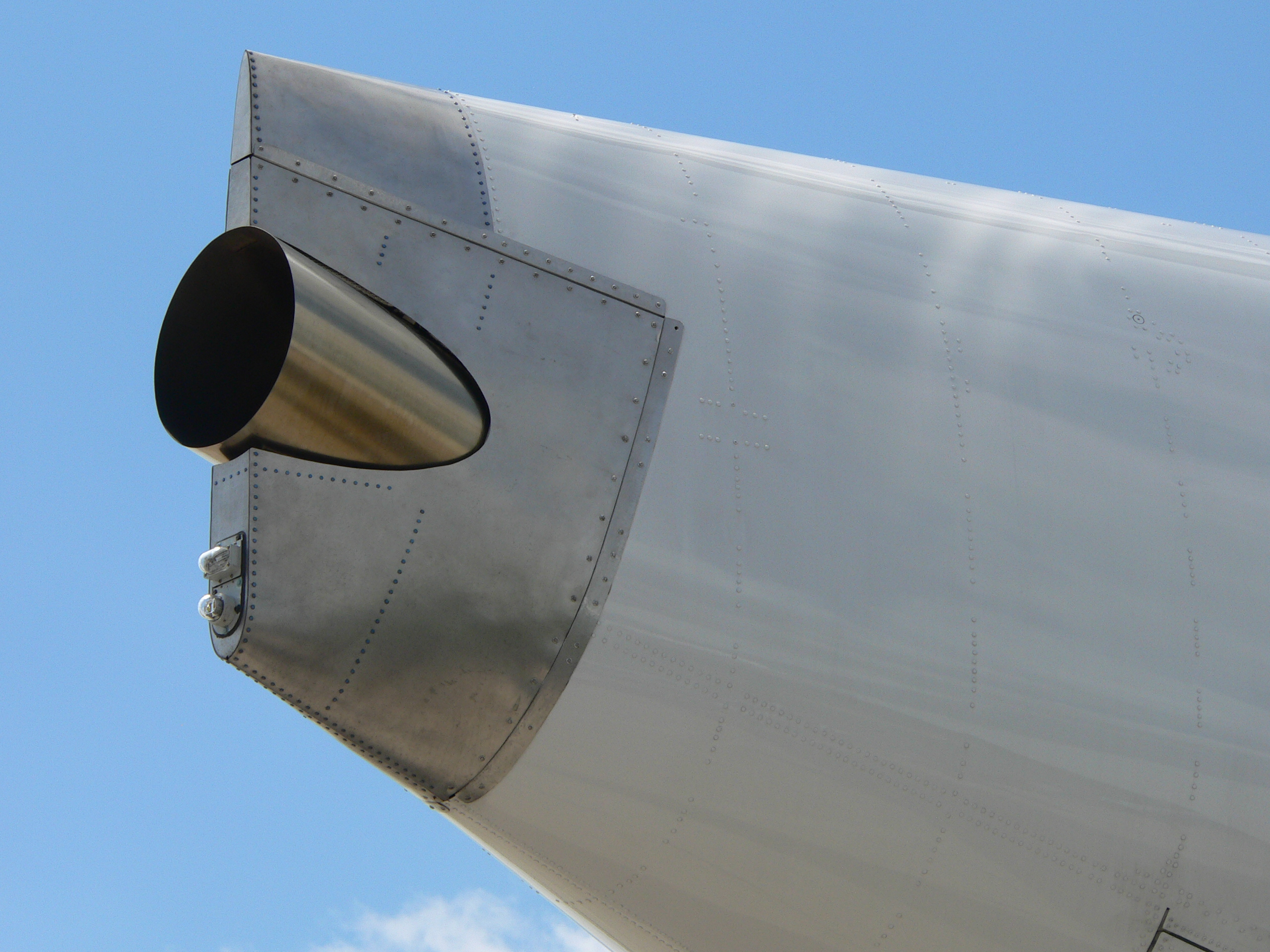
에어버스 A380의 배기구

보조 동력 장치(補助動力裝置, 영어: auxiliary power unit, APU)는 항공기에 보조적인 동력을 공급하도록 만들어진 장치이다.
항공기의 엔진을 시동시키거나 전기와 공기 등을 기내에 공급하기 위해서 사용되는 것으로, 항공기의 추진력을 발생시키지는 않는다.
항공기의 보조 동력 장치는 보통 항공기가 지상에 있을 때와 이·착륙 도중, 즉 주 엔진이 꺼져 있을 때나 주 엔진에 많은 추력을 발생시킬 것이 요구되는 경우에 사용되며, 항공기가 순항 단계에 들어갔을 때는 연료 소모를 줄이기 위해 보조 동력 장치는 끈다. 보조 동력 장치가 꺼진 상태에서는 항공기의 추력을 발생시키는 엔진이 기내에 필요한 전기와 공기를 공급하는 역할을 맡는다.다만, 주엔진에 문제가 발생하여 주엔진이 추력의 발생과 발전·공기의 공급을 모두 원활하게 할 수 없는 경우, 보조 동력 장치가 다시 가동하여 항공기의 비행에 필요한 최소한의 전기와 산소를 공급하게 된다.
예컨대, 주엔진이 두 개인 쌍발기의 경우 순항 도중에는 주엔진 두 개가 추력과 함께 기내에 필요한 전기와 공기 등을 공급하며, 보조 동력 장치는 사용되지 않는다. 그러나, 두 개의 엔진 중 하나에 문제가 생겨 그 기능이 정지하면, 남은 하나의 엔진이 발생시키는 동력은 모두 비행에 필요한 추력을 발생시키는 데에 사용되며, 전기와 공기를 공급하는 역할은 보조 동력 장치가 이어받게 된다. 만일 주엔진이 모두 정지되어 엔진으로부터 발생하는 추력이 없게 되는 경우라도 보조 동력 장치가 발생시키는 전기와 유압을 이용하여 조종면을 조작하는 것이 여전히 가능하기 때문에, 항공기는 동력이 없이 활공하여 가까운 공항에 착륙하는 것이 가능하다.
대형 여객기의 경우, 보조 동력 장치는 주로 기체의 꼬리 부분에 장착되며, 여객기의 꼬리 부분에서 볼 수 있는 구멍이 보조 동력 장치의 배기구이다.
철도차량에서는 디젤 동차의 객실 전원공급용 엔진에 APU라는 명칭이 적용되는데 APU가 고장나면 객실 전원공급(냉난방, 조명, 출입문)이 제대로 안되면서 정전이 발생한다.

## 같이 보기
- 램 에어 터빈
- 무정전 전원 장치

## 참조
1. ↑  Wragg, David W. (1973). 《A Dictionary of Aviation》 fir판. Osprey. 45쪽. ISBN 9780850451634.
2. ↑  보조 동력 장치, 《글로벌 세계 대백과》
3. ↑  “400 Hz 전기 시스템”. 《Ask a Rocket Scientist》. Aerospaceweb.org.[깨진 링크(과거 내용 찾기)]